# Luca Rambaldi
Luca Rambaldi (Ferrara, 9 dicembre 1994) è un canottiere italiano.
Ha vinto la medaglia d'argento nel 4 di coppia maschile alle Olimpiadi di Parigi 2024 insieme a Luca Chiumento, Giacomo Gentili e Andrea Panizza.

## Biografia
Sportivamente nato alla Canottieri Ferrara nel 2004 (a 9 anni), subito fa incetta di medaglie in tutte le categorie under 15. 
Passato alla categoria Ragazzi vince un titolo italiano indoor e un secondo posto in singolo ai campionati italiani (2010). Prosegue il suo percorso nel College Remiero Federale di Piediluco (Terni), dove per tre anni rema e studia, sviluppando ulteriormente le sue capacità e arrivando a conquistare un oro e un argento ai mondiali Junior, un oro e un argento agli europei Junior (2011-2012). Ancora in categoria Junior (under 19) viene convocato per gli europei assoluti di Varese (Italia) conclusi con un rispettoso 6º posto in quattro di coppia.
Nel 2013, nonostante il difficile ingresso nella nazionale assoluta, agguanta uno splendido bronzo agli europei di Siviglia (Spagna) e un settimo posto ai mondiali in Corea del Sud. Con i risultati ottenuti riesce a superare il concorso per entrare a far parte del Gruppo Sportivo Fiamme Gialle.
Il 2014 è un anno molto severo perché gli presenta il conto dei tanti sforzi fatti: operazione chirurgica per ernia discale.
Nel 2015, l’anno del ritorno, dopo alcune incertezze nella prima parte della stagione dovute al lungo stop medico, riesce ad arrivare quinto in coppa del mondo a Lucerna (Svizzera) a un solo centesimo dai quarti. Risultato non soddisfacente per gli allenatori che decidono di lasciarlo in singolo agli imminenti mondiali di Aiguebelette (Francia), conclusi in modo molto deludente a causa di problemi di salute durante i giorni di gare.
Anno olimpico, il 2016 è un altro anno ricco di delusioni, dove per la mancata qualificazione del 4x ai giochi di Rio, si deve accontentare di un bronzo ai mondiali Under 23 di Rotterdam (Olanda).
Finalmente la svolta, il 2017 lo consacra come atleta senior di élite grazie all’oro agli europei di Racice (Rep. Ceca) in 2x, ai bronzi in coppa del mondo a Lucerna (Svizzera) e ai mondiali di Sarasota (Florida, USA) sempre in doppio con Filippo Mondelli. 
Il 2018 rappresenta una stagione da incorniciare. Alla coppa del mondo di Linz (Austria) vince l’oro alla prima uscita internazionale con il suo nuovo e giovanissimo quattro di coppia m. Ai campionati europei di Glasgow 2018, assieme ai compagni Filippo Mondelli, Andrea Panizza e Giacomo Gentili, si riconferma vincendo la medaglia d'oro nel quattro di coppia. I Giochi del Mediterraneo di Tarragona 2018 rappresentano una grande opportunità di dimostrare il proprio valore nel singolo, chance colta al volo vincendo la medaglia d’oro. La gara più importante però sono i campionati mondiali di Plovdiv (Bulgaria) dove la nazionale italiana punta ancora tutto sul quattro di coppia che, dopo un avvio rocambolesco tra batterie (6º posto) e recuperi (2º posto), riesce ad accedere alla finale con l’ultimo posto rimasto. Ma questo è quello che basta per poter presentarsi ai blocchi di partenza e al semaforo verde partire e mettersi in testa per tutta la gara, andando a vincere un importantissimo oro, che mancava all’Italia da 20 anni.
Ha rappresentato l'Italia ai Giochi olimpici estivi di Tokyo 2020, disputati nel 2021 a causa della pandemia di COVID-19, classificandosi 5º nel quattro di coppia con Simone Venier, Andrea Panizza e Giacomo Gentili.

## Palmarès
- Olimpiadi

Parigi 2024: argento nel quattro di coppia (Gentili, Rambaldi, Chiumento, Panizza)
- Campionati del mondo di canottaggio

Sarasota 2017: bronzo nel due di coppia (Mondelli, Rambaldi)
Plovdiv 2018: oro nel quattro di coppia (Mondelli, Panizza, Rambaldi, Gentili)
Linz-Ottensheim 2019: bronzo nel 4 di coppia (Mondelli, Panizza, Rambaldi, Gentili)
- Campionati europei di canottaggio

Siviglia 2013: bronzo nel quattro di coppia (Stefanini, Venier, Rambaldi, Raineri)
Račice 2017: oro nel due di coppia (Mondelli, Rambaldi)
Glasgow 2018: oro nel quattro di coppia (Mondelli, Panizza, Rambaldi, Gentili)
Lucerna 2019: argento nel quattro di coppia (Mondelli, Panizza, Rambaldi, Gentili)
Poznań 2020: argento nel quattro di coppia (Chiumento, Venier, Rambaldi, Gentili)
Varese 2021: oro nel quattro di coppia (Venier, Panizza, Rambaldi, Gentili)
Bled 2023: argento nel due di coppia (Rambaldi, Sartori)
- Giochi del Mediterraneo

Tarragona 2018: oro nel singolo